# 阿尔勒医院骑士团修道院
阿尔勒医院骑士团修道院（法语：prieuré hospitalier d'Arles）是医院骑士团的修道院，位于阿尔勒的罗纳河畔。它建于1562年法国宗教战争期间。
医院骑士团建筑在法国大革命期间被没收并出售。现在此处开辟为瑞图博物馆，以阿尔勒画家雅克·瑞图命名。

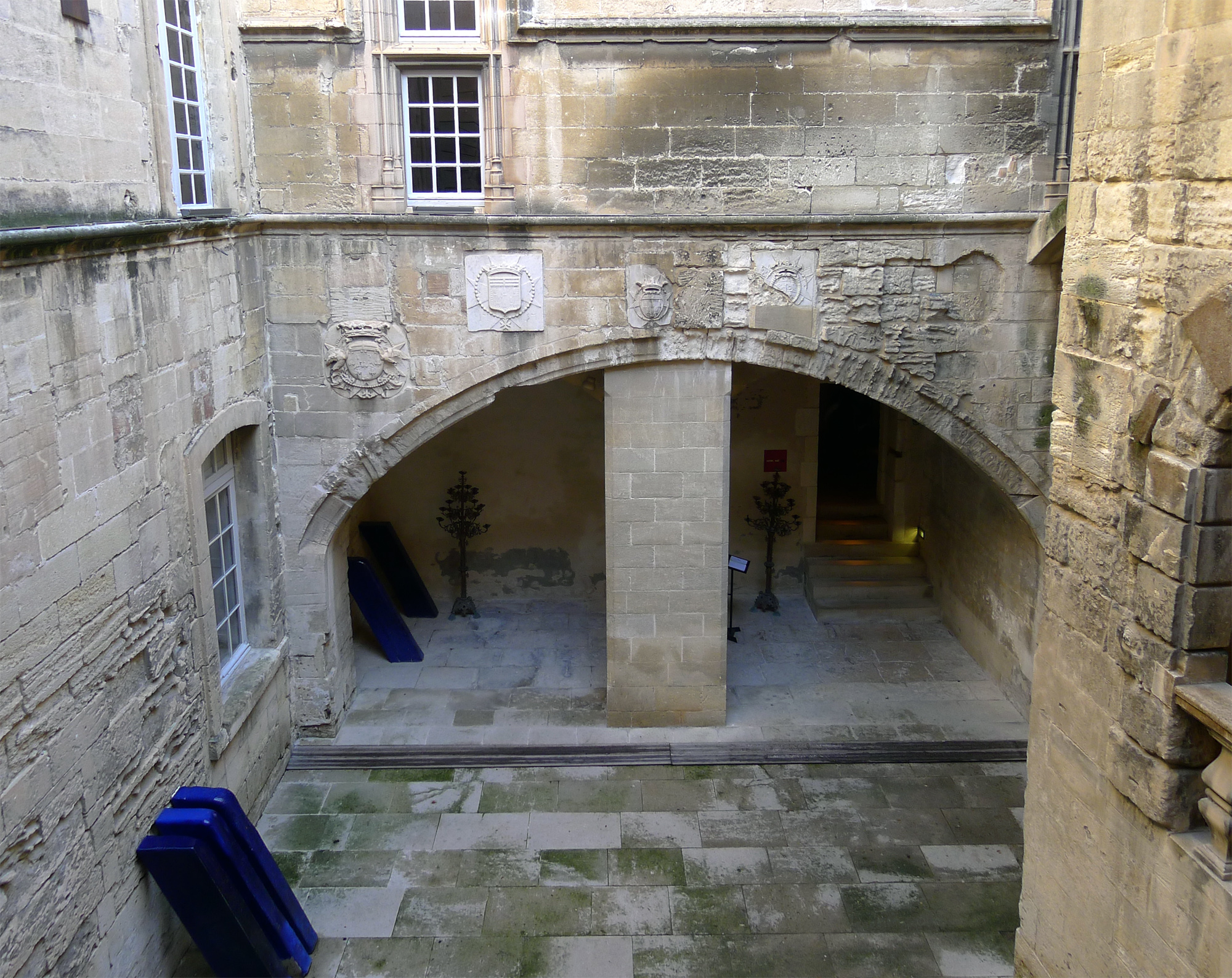
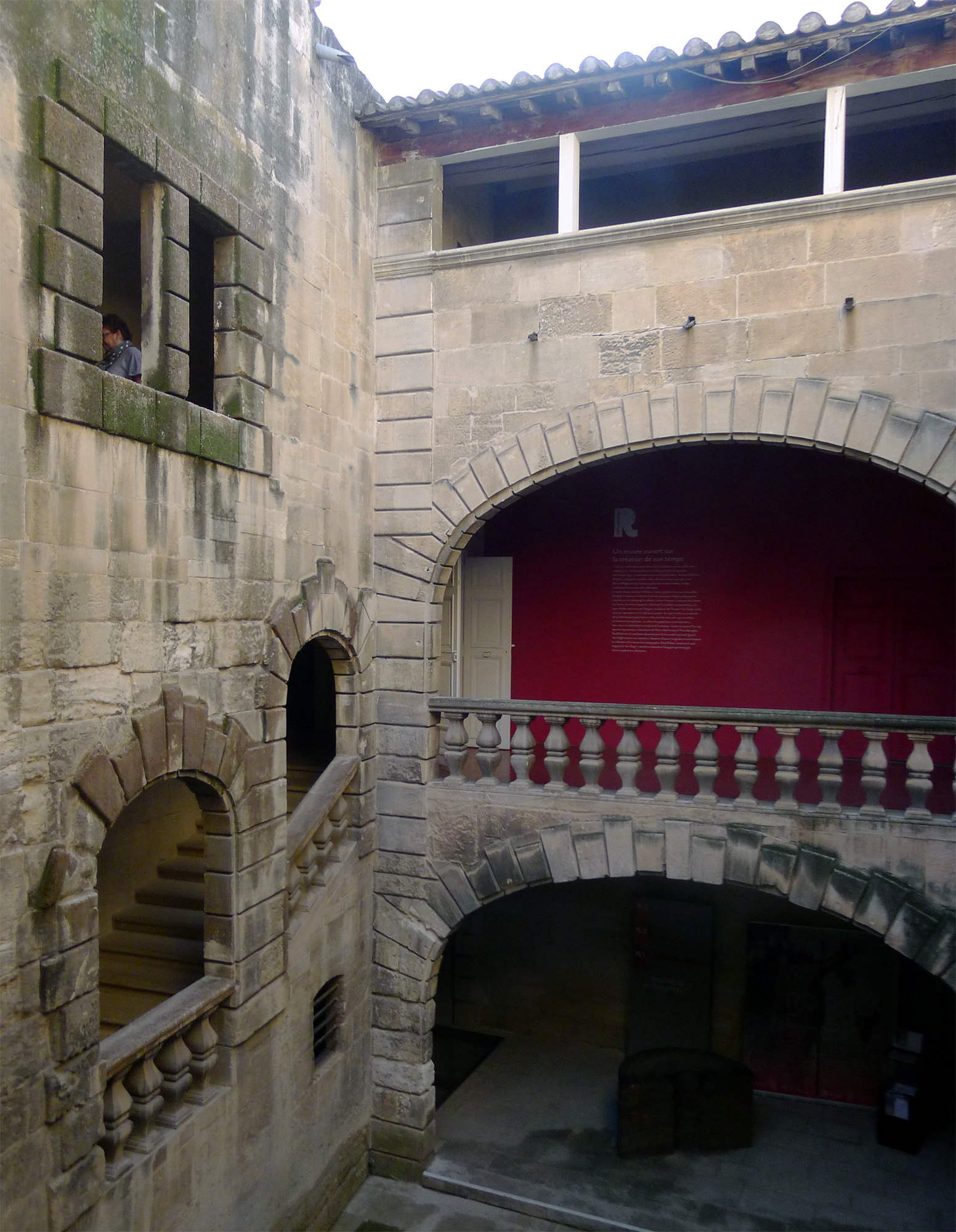
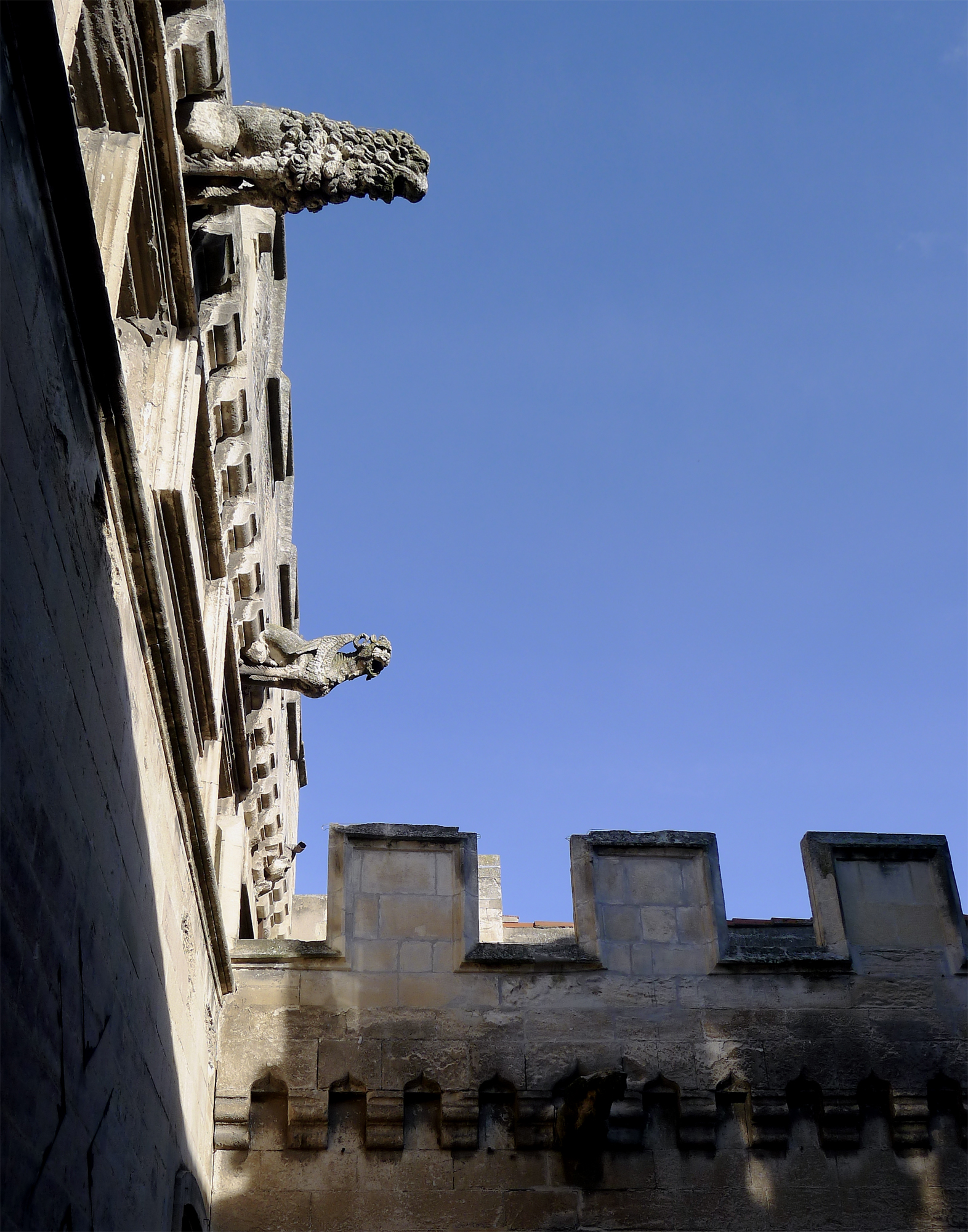
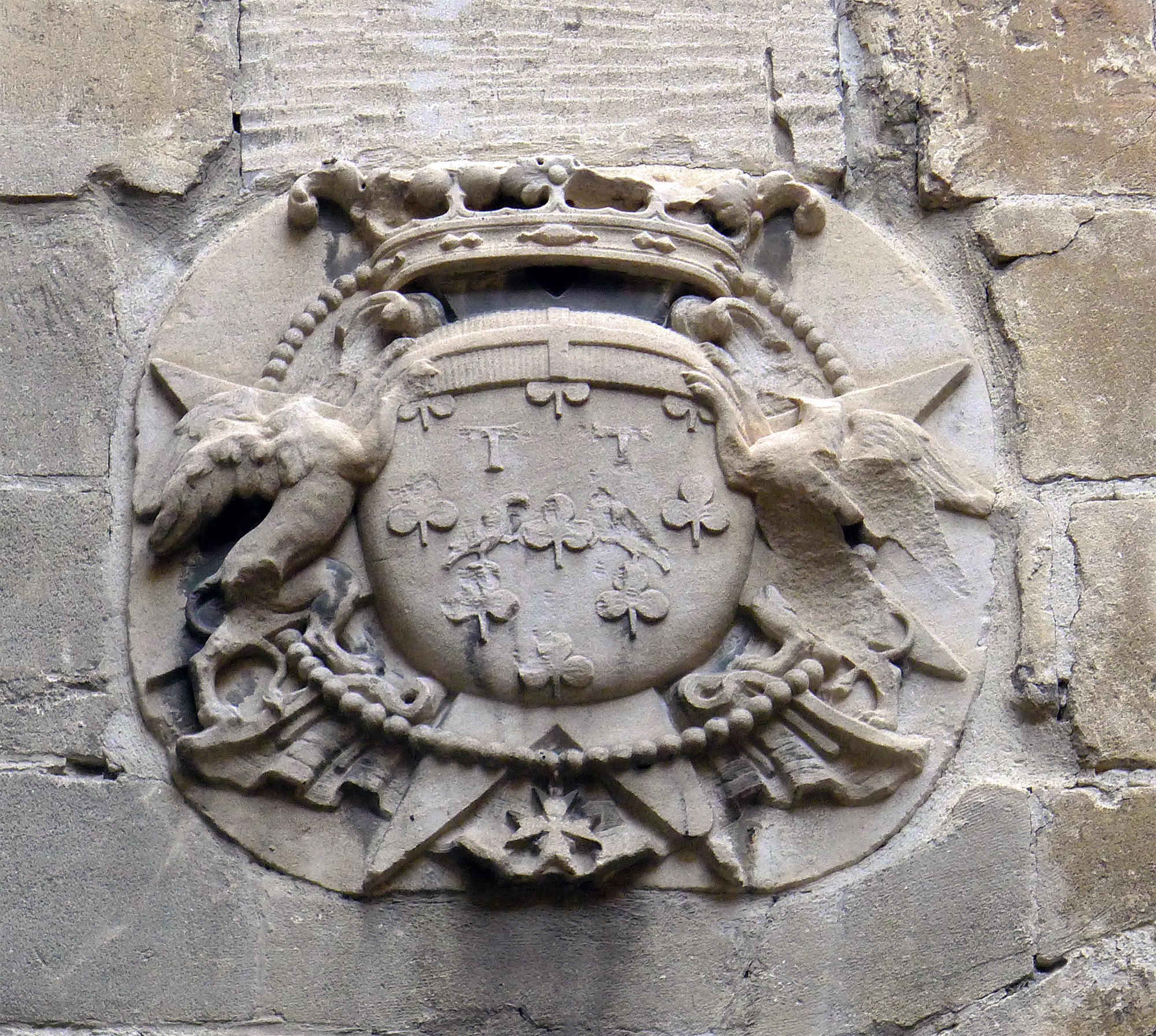
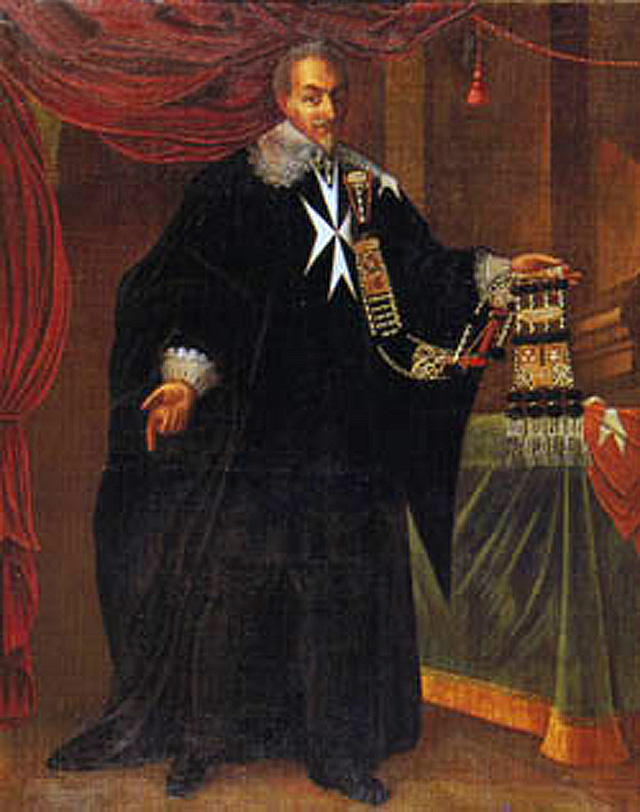